# Championnat de Croatie masculin de water-polo
Le championnat de Croatie de water-polo ou première ligue regroupe depuis la saison 1991-1992 les meilleures équipes masculines du pays. Il est organisé par la Fédération croate de water-polo. Depuis la saison 2008-2009, la première phase de la ligue 1 est commune avec les rencontres de la Ligue adriatique.
Les divisions inférieures sont la ligue 1B et la ligue 2. Depuis 2001, il existe une ligue 1 féminine comprenant sept clubs lors de la saison 2009-2010.

## Historique
À l'été 1991, la Croatie déclare son indépendance vis-à-vis de la Yougoslavie. Le championnat de Croatie de water-polo commence sa première saison dès l'automne 1991, en pleine guerre.
Les titres des années 1990 sont presque tous remportés par le HAVK Mladost de Zagreb, champion de Yougoslavie en 1989 et 1990. Puis, les années 2000 voient la remontée en puissance du VK Jug de Dubrovnik, plusieurs fois champion de Yougoslavie au début des années 1980.
Depuis la saison 2008-2009, les huit clubs de la ligue 1 croate participent à la Ligue adriatique avec trois puis quatre clubs monténégrins et un club slovène. Cette compétition devient la phase régulière du championnat croate. À son terme, les quatre meilleurs clubs croates concourent pour le titre de champion de Croatie, tandis que les quatre derniers s'affrontent pour éviter un barrage contre le champion de la ligue 1B.

## Palmarès masculin
- 1992 : HAVK Mladost
- 1993 : HAVK Mladost
- 1994 : HAVK Mladost
- 1995 : HAVK Mladost
- 1996 : HAVK Mladost
- 1997 : HAVK Mladost
- 1998 : POŠK
- 1999 : HAVK Mladost
- 2000 : Vaterpolo Klub Jug
- 2001 : Vaterpolo Klub Jug
- 2002 : HAVK Mladost
- 2003 : HAVK Mladost
- 2004 : Vaterpolo Klub Jug
- 2005 : Vaterpolo Klub Jug
- 2006 : Vaterpolo Klub Jug
- 2007 : Vaterpolo Klub Jug
- 2008 : HAVK Mladost
- 2009 : VK Jug Dubrovnik
- 2010 : Vaterpolo Klub Jug[1]
- 2011 : Vaterpolo Klub Jug[2]
- 2012 : Vaterpolo Klub Jug[3]
- 2013 : Vaterpolo Klub Jug
- 2014: Plivački Klub Primorje
- 2015: Plivački Klub Primorje
- 2016: Vaterpolo Klub Jug
- 2017: Vaterpolo Klub Jug